# Narsipatnam
Narsipatnam es una ciudad censal situada en el distrito de Visakhapatnam en el estado de Andhra Pradesh (India). Su población es de 33757 habitantes (2011). Se encuentra a 69 km de Visakhapatnam y a 493 km de Hyderabad.

## Demografía
Según el censo de 2011 la población de Narsipatnam era de 33757 habitantes, de los cuales 16076 eran hombres y 17681 eran mujeres. Narsipatnam tiene una tasa media de alfabetización del 78,83%, inferior a la media estatal del 67,02%: la alfabetización masculina es del 85,89%, y la alfabetización femenina del 72,52%.